# 베이비 보니 후드
베이비 보니 후드(Baby Bonnie Hood, 약칭 B.B. 후드)는 캡콤의 격투 게임 시리즈 《다크스토커즈》에 등장하는 가공의 인물이다. 고전 동화 빨간 두건을 본딴 외모가 특징으로, 시리즈에서 유일하게 마법을 사용하지 않는 인간이며 우지나 폭탄 같은 화기를 무기로 사용한다. 일본판 이름은 불리타(Bulleta, バレッタ 바렛타[*])이다.

## 출연

### 《다크스토커즈》 시리즈
베이비 보니 후드는 1997년에 발매된 시리즈 세 번째 게임 《뱀파이어 세이비어》에서 북유럽 출신의 악마 현상금 사냥꾼으로서 처음 등장한다.

## 같이 보기
- 다크스토커즈의 등장인물